# Prueba de Levene
En estadística, la prueba de Levene es una prueba estadística inferencial utilizada para evaluar la igualdad de las varianzas para una variable calculada para dos o más grupos. Algunos procedimientos estadísticos comunes asumen que las varianzas de las poblaciones de las que se extraen diferentes muestras son iguales. La prueba de Levene evalúa este supuesto. Se pone a prueba la hipótesis nula de que las varianzas poblacionales son iguales (llamado homogeneidad de varianza ú homocedasticidad). Si el P-valor resultante de la prueba de Levene es inferior a un cierto nivel de significación (típicamente 0.05), es poco probable que las diferencias obtenidas en las variaciones de la muestra se hayan producido sobre la base de un muestreo aleatorio de una población con varianzas iguales. Por lo tanto, la hipótesis nula de igualdad de varianzas se rechaza y se concluye que hay una diferencia entre las variaciones en la población.
Algunos de los procedimientos que asumen normalmente homocedasticidad, para lo cual uno puede utilizar las pruebas de Levene, incluyen análisis de varianza y pruebas t.
La prueba de Levene se utiliza a menudo antes de que una comparación de medias. Cuando la prueba de Levene muestra significación, se debe cambiar a pruebas generalizadas (pruebas no paramétricas), libre de supuestos de homocedasticidad.
La prueba también puede ser utilizada como una prueba principal para responder a una pregunta independiente de si dos sub-muestras en una población dada tienen varianzas iguales o diferentes.

## Definición
La estadística de prueba, W, se define como sigue:
{\displaystyle W={\frac {(N-k)}{(k-1)}}{\frac {\sum _{i=1}^{k}N_{i}(Z_{i\cdot }-Z_{\cdot \cdot })^{2}}{\sum _{i=1}^{k}\sum _{j=1}^{N_{i}}(Z_{ij}-Z_{i\cdot })^{2}}},}
donde
- {\displaystyle W} es el resultado de la prueba
- {\displaystyle k} es el número de diferentes grupos a los que pertenecen los casos muestreados,
- {\displaystyle N} es el número total de casos en todos los grupos,
- {\displaystyle N_{i}} es el número de casos en el grupo {\displaystyle i},
- {\displaystyle Y_{ij}} es el valor de la variable medida para el {\displaystyle j}esimo caso del {\displaystyle i}esimo grupo,
- {\displaystyle Z_{ij}=\left\{{\begin{matrix}|Y_{ij}-{\bar {Y}}_{i\cdot }|,&{\bar {Y}}_{i\cdot }{\mbox{ es la media del ''i'' esimo grupo }}\\|Y_{ij}-{\tilde {Y}}_{i\cdot }|,&{\tilde {Y}}_{i\cdot }{\mbox{ es la mediana del ''i'' esimo grupo }}\end{matrix}}\right.}

(Ambas definiciones se encuentran en uso, aunque el segundo es, en sentido estricto, la prueba de Brown-Forsythe - ver más abajo para la comparación)
- {\displaystyle Z_{\cdot \cdot }={\frac {1}{N}}\sum _{i=1}^{k}\sum _{j=1}^{N_{i}}Z_{ij}} es la media de {\displaystyle Z_{ij}},
- {\displaystyle Z_{i\cdot }={\frac {1}{N_{i}}}\sum _{j=1}^{N_{i}}Z_{ij}} es la media de {\displaystyle Z_{ij}} para el grupo {\displaystyle i}.

La significancia de {\displaystyle W} es probada contra {\displaystyle F(\alpha ,k-1,N-k)} donde {\displaystyle F} es un cuantil de la prueba F de distribución, con {\displaystyle k-1} and {\displaystyle N-k} son los grados de libertad, y {\displaystyle \alpha } es el nivel de significación elegido (por lo general 0.05 o 0.01).

## Comparación con la prueba de Brown- Forsythe
La prueba Brown-Forsythe utiliza la mediana en lugar de la media en el cálculo de la propagación dentro de cada grupo ({\displaystyle {\bar {Y}}} vs. {\displaystyle {\tilde {Y}}}, arriba). Aunque la elección óptima depende de la distribución subyacente, se recomienda la definición basada en la mediana como la elección que ofrece buena robustez frente a muchos tipos de datos no normales al tiempo que conserva un buen poder estadístico. Si uno tiene conocimiento de la distribución subyacente de los datos, esto puede indicar el uso de una de las otras opciones. Brown y Forsythe realizaron estudios de Monte Carlo que indicaban que el uso de la Media truncada funcionaba mejor cuando los datos subyacentes seguían una distribución de Cauchy (una distribución de cola gruesa) y la mediana funcionaba mejor cuando los datos subyacentes seguían una Distribución χ² con cuatro grados de libertad (una distribución muy sesgada ). Usar la media proporcionó la mejor potencia para distribuciones simétricas, de cola moderada.